# Mao Asadaová
Mao Asadaová (japonsky: 浅田 真央 – Asada Mao, * 25. září 1990, Nagoja) je japonská krasobruslařka, trojnásobná mistryně světa v letech 2008, 2010 a 2014.

## Život
V roce 2005 se stala juniorskou mistryní světa, o rok později na stejné soutěži prohrála jen s Korejkou Kim Ju-na. Na seniorském mistrovství světa debutovala v roce 2007 a obsadila druhé místo za svou krajankou Miki Andovou.
V Göteborgu na mistrovství světa 2008 startovala jako světová jednička a čerstvá vítězka Mistrovství čtyř kontinentů. V krátkém programu obsadila těsné druhé místo za Italkou Carolinou Kostnerovou a na začátku volné jízdy upadla hned při nájezdu před odrazem na trojitého axela. V dalším průběhu jízdy ale předvedla dvě kombinace trojitých skoků a získala první světový titul o pouhých 0,88 bodu před Kostnerovou.
V krátkém programu na Zimních olympijských hrách 2010 ve Vancouveru skočila trojitý axel v kombinaci s dvojitým toelooppem, trojitého axela v kombinaci předvedla v olympijské soutěži jako první žena v historii. Ve volné jízdě, tak i celkově se umístila na 2. místě za vítězkou Kim Ju-na.
Mao má o dva roky starší sestru Mai, která je také krasobruslařkou.
10. 4. 2017 oznámila Mao na svém blogu ukončení kariéry.